# Actinote culoti
Actinote culoti är en fjärilsart som beskrevs av Charles Oberthür 1916. Actinote culoti ingår i släktet Actinote och familjen praktfjärilar. Inga underarter finns listade i Catalogue of Life.